# 八坂神社 (大阪市大正区)
八坂神社（やさかじんじゃ）　大阪市大正区三軒家東に鎮座する神社。南方の八阪神社と区別して上の宮、上のやさかさんと呼ばれる。

## 歴史
1647年（正保4年）、勘助島の開拓者・木津勘助が新田開発の鎮守として京の八坂神社の分霊を丸島に勧請。1707年（宝永4年）の大地震と津波で被害を受ける。正徳年間（1711年-1716年）に現在地へ遷座。
1872年（明治5年）、村社に列し、1908年（明治41年）7月17日、難波島の八阪神社を合祀。1909年（明治42年）1月19日、千島町の天神社を合祀。同年6月、神饌幣帛料供進社に指定される。
1945年（昭和20年）、戦災で焼失し、その後、1957年（昭和32年）、再建。

## 祭神
- 素戔嗚命

## 境内
- 姫嶋龍神社　天之一根命
- 天満宮　菅原道真

千島町鶴の割にあった無格社・汐止天神を合祀。
- 八垂銀杏樹崇拝所（やたれいちょうじゅうすうはいしょ）

慶長15年に中村勘助が大阪港湾の基礎建設の記念として植樹した神木。
- 中村勘助之碑　昭和54年（1979年）7月建之
- 中村勘助源義久彰徳碑　大正6年（1917年）12月建之

## 交通
JR「大正駅」より南に徒歩で約10分。